# 가짜 이야기
《가짜 이야기》(일본어: 偽物語 니세모노가타리[*])는 일본의 소설가 니시오 이신이 고단샤를 통해 연재한 소설이다. 전작(前作) 괴물 이야기의 후속작이며 작가의 말로는 200% 취미상으로 써낸 소설로도 알려져 있다. 주인공 아라라기 코요미의 두 여동생이자 파이어 시스터즈로 불리는 아라라기 카렌과 아라라기 츠키히가 메인 캐릭터격으로 등장한다. 대한민국에서는 학산문화사가 전작 괴물 이야기에 이어 한국어 번역판을 발행하였고 2012년 1월 일본 Tokyo MX를 통해 방영되었으며 대한민국에서도 애니플러스가 19세 이상 시청가 판정으로 한일간 동시방영을 하고 있다. 성우진은 괴물 이야기와 동일하나 오시노 시노부의 성우가 히라노 아야에서 사카모토 마아야로 변경되었다.